# Амифеназол
Амифеназолът (наименование по IUPAC: 5-фенил-1,3-тиазол-2,4-диамин) е химично вещество с психостимулиращ ефект.

## Описание
Амифеназолът може да съществува в пет различни структурни форми, тъй като наличието на вода му позволява да претърпи тавтомерни трансформации.
Амифеназолът спада към така наречените неспецифични стимуланти и към 2024 г. е забранен по време на състезание от Световната антидопингова агенция.